# Jessie Reyez
Jessica Reyez (Toronto, 12 de junho de 1991) é uma cantora e compositora canadense, mais conhecida pelo seu single "Figures" que ficou na 58 posição em 2017 no Canadian Hot 100.

## Discografia
| Título                | Ano  | Gravadora |
| --------------------- | ---- | --------- |
| Kiddo                 | 2017 | FMLY      |
| Being Human in Public | 2018 | FMLY      |

## Prêmios e nomeações
| Ano  | Prêmios                             | Categoria                | O resultado |
| ---- | ----------------------------------- | ------------------------ | ----------- |
| 2017 | Prêmio iHeartRadio Much Music Video | Best New Canadian Artist | nomeada     |
| 2017 | Prêmio iHeartRadio Much Music Video | Fan Fave Video           | nomeada     |
| 2017 | Polaris Music Prize                 | Long List                | nomeada     |
| 2018 | Juno Awards                         | Breakthrough Artist      | vencedora   |
| 2018 | MTV Video Music Awards              | Push Artist of the Year  | nomeada     |
| 2018 | MTV Video Music Awards              | Video with a Message     | nomeada     |
| 2018 | MTV Europe Music Awards             | Best New Act             | nomeada     |